# Au revoir Simone
Au Revoir Simone est un groupe de dream pop américain, originaire du quartier de Brooklyn, à New York, composé de trois femmes — Heather D'Angelo, Erika Forster, Annie Hart —. 

## Histoire

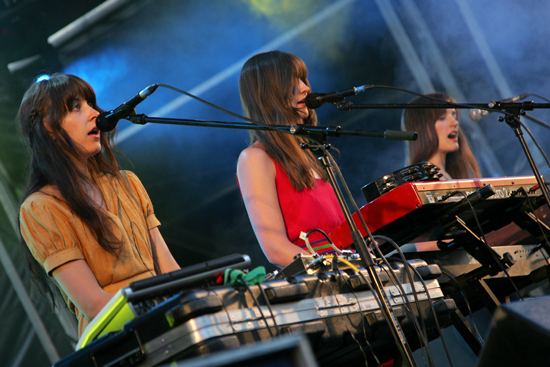
Au Revoir Simone en concert (2008).

Le nom du groupe, composé de trois femmes — Heather D'Angelo, Erika Forster, Annie Hart —, est tiré d'une phrase dite à un personnage mineur (nommé Simone) dans le film Pee-Wee Big Adventure de Tim Burton,.
En 2006, le groupe réalise un Concert à Emporter avec Vincent Moon. Le trio joue au Treasure Island Music Festival, au Monolith Festival en septembre 2007 et au Lovebox Festival à Londres en 2009. En 2007, le groupe contribue à la conception du design d'un t-shirt pour lever des fonds pour l'association Transportation Alternatives. Le nom de leur premier album est tiré d'un petit livre qu'Annie reçoit intitulé Verses of Comfort, Assurance and Salvation ; le groupe considérait que ce nom décrivait parfaitement leur musique et la façon dont il la ressentait.
Leur troisième album, Still Night, Still Light, est produit par Thom Monahan, et publié le 19 mai 2009,.
En juillet 2009, ils jouent au Lovebox Festival de Victoria Park, à Londres. À la fin 2009, le groupe fait sa propre tournée en tête d'affiche au Japon. En 2010, ils lancent l'une de leurs premières vidéos interactives, Knight of Wands.
Après une longue pause, Au Revoir Simone se réunit pour publier un quatrième album, Move in Spectrums, le 24 septembre 2013 au label Instant Records,.
Le trio fait une apparition sur la scène du Bang Bang Bar de Twin Peaks dans la 3e saison de la série (2017) de David Lynch (épisodes 4 et 9).

### Influences
Leurs influences sont diverses et incluent Modest Mouse, Stereolab, The Mountain Goats, Louis Prima, Pavement, The Beach Boys, Björk, Broadcast, Belle & Sebastian, David Bowie, Bee Gees et Billie Holiday.

### Membres
- Erika Forster - voix, claviers
- Annie Hart - voix, claviers
- Heather D'Angelo - voix, boîte à rythmes, claviers, omnichord

## Exploitation commerciale
- Leurs titres Through the Backyards et Back in Time sont utilisés dans la série télévisée Grey's Anatomy. Through the Backyards peut également être entendue dans le film Caprice réalisé par Emmanuel Mouret
- Leur titre Stay Golden peut être entendu à la fin du film Anna M., réalisé par Michel Spinosa (ainsi que dans la bande-annonce).
- Leur titre The Lucky One peut-être entendu dans le film Le Refuge réalisé par François Ozon (ainsi que dans la bande-annonce).
- Leur titre Anywhere You Looked peut être entendu dans l'épisode 2 de la 2e saison de la série télévisée Covert Affairs.
- Leur titre The Lucky One est utilisé dans l'épisode 12 de la saison 5 de la série télévisée The L Word.
- Leur titre Shadows est utilisé dans l'épisode 1 de la saison 5 de la série télévisée 90210.
- Leurs titres Lark et A Violent Yet Flammable World sont interprétés par le groupe lui-même dans, respectivement, les épisodes 4 et 9 de la 3e saison de la série télévisée Twin Peaks.